# Pararnavirae
Pararnavirae es un reino vírico establecido por el Comité Internacional de Taxonomía de Virus que incluye a todos los virus retrotranscritos. Comprende a los grupos VI y VII de la clasificación de Baltimore. Pueden ser de ADN o ARN, pero se replican usando una transcriptasa inversa por lo que se replican a través de una cadena intermediaria de material genético diferente del que están compuestos. Incluye dos órdenes y seis familias. 
A pesar de que algunos sean de ADN estos virus están estrechamente emparentados con los virus de ARN por lo que se clasifican en el dominio Riboviria junto con estos últimos. El origen de estos virus parece remontarse al momento que surgieron los eucariotas. Se ha propuesto que los virus retrotranscritos surgieron de un evento en el que un retrotransposón se integró en la cápside de otro virus reemplazando el genoma y las enzimas del virus típico, pero se ha sugerido que pudo ser un virus de ARN. Los virus retrotranscritos con posterioridad originaron a los retrotransposones LTR por infección vírica. Estos son clasificados en las familias Pseudoviridae, Metaviridae y Belpaoviridae.
Entre las especies que afectan a los seres humanos destacan el virus de la inmunodeficiencia humana (VIH) y el virus de la hepatitis B.

## Clasificación
- Orden Ortervirales
  - Familia Belpaoviridae
  - Familia Caulimoviridae
  - Familia Retroviridae
  - Familia Metaviridae
  - Familia Pseudoviridae
- Orden Blubervirales
  - Familia Hepadnaviridae

## Filogenia
El estudio filogenético de la transcriptasa inversa ha dado el siguiente resultado y también se incluye los retrotransposones LTR endogenizados clasificados en las familias Pseudoviridae, Metaviridae y Belpaoviridae:
|  | Belpaoviridae |
|  |               |
|  | Pseudoviridae |
|  |               |

|  | Retroviridae                                                   |
|  |                                                                |
|  | \| \| Caulimoviridae \| \| \| \| \| \| Metaviridae \| \| \| \| |
|  |                                                                |
|  | Caulimoviridae                                                 |
|  |                                                                |
|  | Metaviridae                                                    |
|  |                                                                |

|  | Caulimoviridae |
|  |                |
|  | Metaviridae    |
|  |                |

|  | Belpaoviridae |
|  |               |
|  | Pseudoviridae |
|  |               |

|  | Retroviridae                                                   |
|  |                                                                |
|  | \| \| Caulimoviridae \| \| \| \| \| \| Metaviridae \| \| \| \| |
|  |                                                                |
|  | Caulimoviridae                                                 |
|  |                                                                |
|  | Metaviridae                                                    |
|  |                                                                |

|  | Caulimoviridae |
|  |                |
|  | Metaviridae    |
|  |                |

|  | Belpaoviridae |
|  |               |
|  | Pseudoviridae |
|  |               |

|  | Retroviridae                                                   |
|  |                                                                |
|  | \| \| Caulimoviridae \| \| \| \| \| \| Metaviridae \| \| \| \| |
|  |                                                                |
|  | Caulimoviridae                                                 |
|  |                                                                |
|  | Metaviridae                                                    |
|  |                                                                |

|  | Caulimoviridae |
|  |                |
|  | Metaviridae    |
|  |                |

|  | Belpaoviridae |
|  |               |
|  | Pseudoviridae |
|  |               |

|  | Retroviridae                                                   |
|  |                                                                |
|  | \| \| Caulimoviridae \| \| \| \| \| \| Metaviridae \| \| \| \| |
|  |                                                                |
|  | Caulimoviridae                                                 |
|  |                                                                |
|  | Metaviridae                                                    |
|  |                                                                |

|  | Caulimoviridae |
|  |                |
|  | Metaviridae    |
|  |                |